# Нова Ґурна
Нова Ґурна (пол. Nowa Górna) — село в Польщі, у гміні Блоне Варшавського-Західного повіту Мазовецького воєводства.
Населення — 62 особи (2011).
У 1975-1998 роках село належало до Варшавського воєводства.

## Демографія
Демографічна структура станом на 31 березня 2011 року:
|          | Загалом | Допрацездатний вік | Працездатний вік | Постпрацездатний вік |
| -------- | ------- | ------------------ | ---------------- | -------------------- |
| Чоловіки | 39      | 14                 | 19               | 6                    |
| Жінки    | 23      | 4                  | 14               | 5                    |
| Разом    | 62      | 18                 | 33               | 11                   |